# Tercera División 2020-2021 (Spagna)
La Tercera División 2020-21 è il quarto livello del campionato spagnolo di calcio. È iniziato nell'ottobre 2020 e si è concluso a giugno 2021 con le finali dei play-off della promozione.

## Formula
La competizione della Tercera División si sviluppa in tre fasi, di cui la prima corrisponde alla competizione regolare con le squadre suddivise in 18 gironi con due rispettivi sottogruppi per ciascuno. La seconda comprende tre fasi specifiche (Seconda Fase per Segunda División RFEF, Seconda Fase per la Fase Finale per Segunda División RFEF e Seconda Fase per la permanenza nella Tercera División RFEF) e la terza corrisponde alla fase finale di eliminazione per la Segunda División RFEF/Play Off della promozione alla Segunda División RFEF.
Saranno promosse le due migliori squadre per ogni gruppo. Mentre le altre non promosse avranno modo di essere promosse successivamente con i play-off.

## Classifiche finali

### Gruppo I - Galizia

#### Prima fase
1. Bergantiños
2. Polvorín
3. Somozas
4. Villalbés
5. Deportivo Fabril
6. Silva SD
7. Arzúa
8. Viveiro
9. Agrupacion Estudiantil
10. As Pontes
11. Fisterra
12. Paiosaco

1. Arenteiro
2. Arosa
3. Alondras
4. Estradense
5. Choco
6. Rápido de Bouzas
7. Barco
8. Ourense CF
9. Ribadumia
10. UD Ourense
11. Atios
12. Pontellas

#### Seconda fase
1. Arenteiro
2. Bergantiños
3. Arosa
4. Polvorín
5. Somozas
6. Alondras

#### Play-out
1. Arzúa
2. Viveiro
3. Ourense CF
4. Barco
5. UD Ourense
6. Ribadumia
7. Agrupacion Estudiantil
8. Fisterra
9. Atios
10. Paiosaco
11. As Pontes
12. Pontellas

### Gruppo II - Asturie

#### Prima fase
1. Ceares
2. Real Avilés
3. Llanera
4. Caudal
5. Gijón Industrial
6. Lenense
7. Praviano
8. Navarro
9. Mosconia
10. Vallobín
11. Avilés Stadium

1. L'Entregu
2. San Martín
3. Llanes
4. Tuilla
5. Real Titánico
6. Urraca
7. Condal
8. Colunga
9. Siero
10. Valdesoto

#### Seconda fase
1. Ceares
2. Llanera
3. L'Entregu
4. San Martín
5. Real Avilés
6. Llanes

#### Play-out
1. Praviano
2. Mosconia
3. Navarro
4. Colunga
5. Condal
6. Vallobín
7. Avilés Stadium
8. Siero
9. Valdesoto

### Gruppo III - Cantabria

#### Prima fase
1. Tropezón
2. Torrelavega
3. Escobedo
4. Vimenor
5. Cartes
6. Selaya
7. Castro
8. Torina
9. Guarnizo
10. Barreda Balompié
11. S.D. Solares-Medio Cudeyo

1. Cayón
2. Rayo Cantabria
3. Siete Villas
4. Sámano
5. Textil Escudo
6. Atlético Albericia
7. F.C. Rinconeda Polanco
8. Revilla
9. C.D. Bezana
10. Barquereño
11. Ribamontán al Mar C.F.

#### Seconda fase
1. Cayón
2. Rayo Cantabria
3. Tropezón
4. Siete Villas
5. Torrelavega
6. Escobedo

#### Play-out
1. Guarnizo
2. Castro
3. Torina
4. Barreda Balompié
5. S.D. Solares-Medio Cudeyo
6. Barquereño
7. C.D. Bezana
8. Revilla
9. F.C. Rinconeda Polanco
10. Ribamontán al Mar C.F.

### Gruppo IV - Paesi Baschi

#### Prima fase
1. Gernika
2. Real Sociedad C
3. Sestao River
4. Deusto
5. Santutxu
6. Beasain
7. Tolosa CF
8. C.D. Aurrerá Ondarroa
9. S.D. Balmaseda F.C.
10. J.D. Somorrostro
11. Urgatzi K.E.

1. CD Vitoria
2. Urduliz
3. Pasaia
4. Anaitasuna
5. Baskonia
6. San Ignacio
7. C.D. Santurtzi
8. Durango
9. Sodupe U.C.
10. C.D. Ariznabarra
11. Lagun Onak

#### Seconda fase
1. Gernika
2. Real Sociedad C
3. Sestao River
4. CD Vitoria
5. Urduliz
6. Pasaia

#### Play-out
1. Durango
2. Lagun Onak
3. Tolosa CF
4. C.D. Aurrerá Ondarroa
5. C.D. Santurtzi
6. S.D. Balmaseda F.C.
7. J.D. Somorrostro
8. Sodupe U.C.
9. C.D. Ariznabarra
10. Urgatzi K.E.

### Gruppo V - Catalogna

#### Prima fase
1. CE Europa
2. Vilafranca
3. Terrassa
4. San Cristóbal
5. Manresa
6. Castelldefels
7. C.F. Pobla de Mafumet
8. Santfeliuenc F.C.
9. U.E. Valls
10. Igualada
11. Montañesa

1. Cerdanyola del Vallès
2. Girona F.C. "B"
3. Granollers
4. Sant Andreu
5. U.E. Vilassar de Mar
6. Grama
7. Peralada
8. Sants
9. Figueres
10. Horta
11. Banyoles

#### Seconda fase
1. CE Europa
2. Vilafranca
3. Terrassa
4. Girona F.C. "B"
5. Cerdanyola del Vallès
6. Granollers

#### Play-out
1. C.F. Pobla de Mafumet
2. Peralada
3. Sants
4. Figueres
5. Banyoles
6. Santfeliuenc F.C.
7. U.E. Valls
8. Horta
9. Igualada
10. Montañesa

### Gruppo VI - Comunità Valenziana

#### Prima fase
1. Eldense
2. Elche Ilicitano
3. Intercity
4. Olímpic Xàtiva
5. Benigànim
6. Jove Español
7. Crevillente
8. Hércules
9. Villajoyosa
10. Novelda

1. Alzira
2. C.D. Roda
3. Atlético Saguntino
4. Villarreal C
5. Silla
6. Recambios Colón
7. CD Benicarló
8. Torrent
9. Acero
10. Paterna C.F.
11. Vilamarxant

#### Seconda fase
1. Eldense
2. Alzira
3. Intercity
4. Elche Ilicitano
5. C.D. Roda
6. Atlético Saguntino

#### Play-out
1. Hércules
2. Acero
3. Villajoyosa
4. Torrent
5. Paterna C.F.
6. Crevillente
7. CD Benicarló
8. Novelda
9. Vilamarxant

### Gruppo VII - Comunità di Madrid

#### Prima fase
1. Unión Adarve
2. Moratalaz
3. Rayo Vallecano B
4. C.F. Pozuelo de Alarcón
5. Flat Earth
6. AD Torrejón
7. Complutense Alcalá
8. Alcalá
9. Paracuellos Antamira
10. San Fernando
11. F.C. Villanueva del Pardillo
12. Santa Ana

1. Leganés B
2. Móstoles URJC
3. Alcorcón
4. Parla
5. Trival Valderas
6. Carabanchel
7. Atlético de Pinto
8. S. A. D. Villaverde San Andrés
9. El Álamo
10. Real Aranjuez
11. Móstoles CF

#### Seconda fase
1. Leganés B
2. Unión Adarve
3. Móstoles URJC
4. Moratalaz
5. Alcorcón
6. Rayo Vallecano B

#### Play-out
1. Alcalá
2. Paracuellos Antamira
3. Alcalá
4. F.C. Villanueva del Pardillo
5. Atlético de Pinto
6. El Álamo
7. San Fernando
8. Móstoles CF
9. Real Aranjuez
10. S. A. D. Villaverde San Andrés
11. Santa Ana

### Gruppo VIII - Castiglia e León

#### Prima fase
1. Cristo Atlético
2. Astorga
3. Júpiter Leonés
4. La Virgen del Camino
5. Atlético Tordesillas
6. Atlético Bembibre
7. La Bañeza
8. Salamanca UDS B
9. Santa Marta de Tormes
10. C.D. Peñaranda
11. Becerril

1. Gimnástica Segoviana
2. Burgos
3. C.D. Numancia de Soria "B"
4. Arandina
5. Mirandés B
6. Real Ávila
7. Almazán
8. C.D. Colegios Diocesanos
9. C.D. La Granja
10. Real Burgos
11. C.D. Cebrereña
12. CD Beroil Pupolsa

#### Seconda fase
1. Gimnástica Segoviana
2. Cristo Atlético
3. Astorga
4. Burgos
5. C.D. Numancia de Soria "B"
6. Júpiter Leonés

#### Play-out
1. Almazán
2. Salamanca UDS B
3. C.D. Colegios Diocesanos
4. Santa Marta de Tormes
5. La Bañeza
6. C.D. Cebrereña
7. CD Beroil Pupolsa
8. Becerril
9. C.D. La Granja
10. C.D. Peñaranda
11. Real Burgos

### Gruppo IX - Andalusia Orientale e Melilla

#### Prima fase
1. Atlético Mancha
2. Almería B
3. U.D. Ciudad de Torredonjimeno
4. Torreperogil
5. Huétor Tájar
6. Huétor Vega
7. Real Jaén
8. Poli Almería
9. Loja
10. Atlético Porcuna
11. Maracena

1. Vélez
2. Antequera
3. El Palo
4. Juventud de Torremolinos C.F.
5. Atl. Malagueño
6. Alhaurín de la Torre C.F.
7. Estepona
8. CF Motril
9. Melilla
10. Alhaurino

#### Seconda fase
1. Vélez
2. Atlético Mancha
3. U.D. Ciudad de Torredonjimeno
4. Antequera
5. Almería B
6. El Palo

#### Play-out
1. Real Jaén
2. Alhaurino
3. CF Motril
4. Atlético Porcuna
5. Poli Almería
6. Maracena
7. Estepona
8. Melilla
9. Loja

### Gruppo X - Andalusia Occidentale e Ceuta

#### Prima fase
1. Xerez Deportivo
2. Xerez
3. Ceuta
4. Los Barrios
5. Rota
6. Antoniano
7. Conil
8. Cabecense
9. Arcos
10. U.B. Lebrijana

1. San Roque
2. Ciudad de Lucena
3. Salerm Cosmetics Puente Genil
4. Córdoba
5. Utrera
6. Pozoblanco
7. Siviglia C
8. Gerena
9. Castilleja C.F.
10. Coria
11. La Palma C.F.

#### Seconda fase
1. Xerez Deportivo
2. San Roque
3. Ciudad de Lucena
4. Xerez
5. Salerm Cosmetics Puente Genil
6. Ceuta

#### Play-out
1. Siviglia C
2. Gerena
3. Conil
4. Cabecense
5. Castilleja C.F.
6. Coria
7. La Palma C.F.
8. Arcos
9. U.B. Lebrijana

### Gruppo XI - Isole Baleari

#### Prima fase
1. Ibiza Islas Pitiusas
2. Andratx
3. Constància
4. Manacor
5. SD Portmany
6. Collerense
7. Sóller
8. Cardassar
9. Felanitx
10. Ferriolense
11. C.D. Génova

1. C.F. Platges de Calvià
2. Sant Jordi
3. Formentera
4. Maiorca B
5. Santanyí
6. Ibiza Sant Rafel F.C.
7. Llosetense
8. U.E. Alcúdia
9. Santa Catalina Atlético
10. Binissalem
11. C.E. Esporles

#### Seconda fase
1. Ibiza Islas Pitiusas
2. Andratx
3. C.F. Platges de Calvià
4. Formentera
5. Constància
6. Sant Jordi

#### Play-out
1. Sóller
2. Llosetense
3. Binissalem
4. Felanitx
5. U.E. Alcúdia
6. Cardassar
7. Santa Catalina Atlético
8. Ferriolense
9. C.D. Génova
10. C.E. Esporles

### Gruppo XII - Isole Canarie

#### Prima fase
1. UD San Fernando
2. CF Panaderìa Pulido
3. Las Palmas C
4. UD Gran Tarajal
5. UD Viera
6. Lanzarote
7. La Cuadra
8. Guìa
9. UD Santa Brigida
10. Arucas

1. Mensajero
2. Tenisca
3. Atlético Paso
4. Buzanada
5. Tenerife B
6. C.D. Santa Úrsula
7. Vera
8. C. Atlético Tacoronte
9. Victoria
10. Atlético Unión de Güímar
11. U.D. Ibarra

#### Seconda fase
1. Mensajero
2. CF Panaderìa Pulido
3. UD San Fernando
4. Tenisca
5. Atlético Paso
6. Las Palmas C

#### Play-out
1. La Cuadra
2. Vera
3. Arucas
4. UD Santa Brigida
5. Guìa
6. C. Atlético Tacoronte
7. Victoria
8. Atlético Unión de Güímar
9. U.D. Ibarra

### Gruppo XIII - Murcia

#### Prima fase
1. Real Murcia
2. Águilas
3. Pulpileño
4. Los Garres
5. Bullense
6. UCAM Murcia B
7. Olímpico de Totana
8. El Palmar
9. Minerva
10. E.D.M.F. Churra
11. Plus Ultra

1. Racing Cartagena MM
2. Cartagena FC B
3. Racing Murcia
4. La Unión
5. Cartagena FC
6. Mazarrón
7. Deportiva Minera
8. Huércal-Overa
9. Ciudad de Murcia
10. Muleño C.F.
11. Lorca

#### Seconda fase
1. Águilas
2. Pulpileño
3. Racing Cartagena MM
4. Cartagena FC B
5. Racing Murcia
6. Real Murcia

#### Play-out
1. Deportiva Minera
2. El Palmar
3. Ciudad de Murcia
4. Huércal-Overa
5. Minerva
6. Olímpico de Totana
7. E.D.M.F. Churra
8. Plus Ultra
9. Muleño C.F.
10. Lorca

### Gruppo XIV - Estremadura

#### Prima fase
1. UD Montijo
2. Coria
3. Moralo
4. Extremadura UD B
5. Plasencia
6. Aceuchal
7. Calamonte
8. C.P. Chinato
9. C.F. Campanario
10. C.P. Valdivia
11. A.D. Lobón

1. Cacereño
2. Diocesano
3. Jerez
4. Miajadas
5. Arroyo
6. Azuaga
7. Llerenense
8. Trujillo
9. C.P. Racing Valverdeño
10. Olivenza
11. UD Fuente de Cantos

#### Seconda fase
1. Cacereño
2. UD Montijo
3. Coria
4. Moralo
5. Diocesano
6. Jerez

#### Play-out
1. Olivenza
2. Trujillo
3. Calamonte
4. Llerenense
5. C.P. Racing Valverdeño
6. C.F. Campanario
7. UD Fuente de Cantos
8. C.P. Chinato
9. A.D. Lobón
10. C.P. Valdivia

### Gruppo XV - Navarra

#### Prima fase
1. San Juan
2. Beti Kozkor
3. C.D. Valle de Egüés
4. Huarte
5. Pamplona
6. Burladés
7. Beti Onak
8. Corellano
9. Chantrea
10. Subiza
11. River Ega

1. Peña Sport
2. Atlético Cirbonero
3. Ardoi
4. Cantolagua
5. Cortes
6. Murchante
7. Peña Azagresa
8. C.D. Baztán
9. C.D. Fontellas
10. C.D. Lourdes
11. F.C. Bidezarra

#### Seconda fase
1. Peña Sport
2. San Juan
3. Beti Kozkor
4. Ardoi
5. Atlético Cirbonero
6. C.D. Valle de Egüés

#### Play-out
1. Beti Onak
2. Chantrea
3. Subiza
4. Corellano
5. Peña Azagresa
6. F.C. Bidezarra
7. C.D. Baztán
8. River Ega
9. C.D. Lourdes
10. C.D. Fontellas

### Gruppo XVI - La Rioja

#### Prima fase
1. Alfaro
2. Anguiano
3. Varea
4. Arnedo
5. La Calzada
6. Oyonesa
7. Berceo
8. Atlético Vianés
9. C.D. Agoncillo
10. Comillas
11. C.D. Villegas

1. Racing Rioja
2. UD Logroñés B
3. Náxara
4. Calahorra B
5. Yagüe
6. Casalarreina
7. River Ebro
8. Tedeón
9. C.D. Pradejón
10. C.P. Calasancio
11. C.D. Alberite

#### Seconda fase
1. Racing Rioja
2. Náxara
3. Alfaro
4. UD Logroñés B
5. Anguiano
6. Varea

#### Play-out
1. River Ebro
2. Atlético Vianés
3. Berceo
4. C.D. Agoncillo
5. Tedeón
6. C.D. Pradejón
7. Comillas
8. C.P. Calasancio
9. C.D. Alberite
10. C.D. Villegas

### Gruppo XVII - Aragona

#### Prima fase
1. Teruel
2. Huesca B
3. Belchite 97
4. Deportivo Aragón
5. Illueca
6. Binéfar
7. Atlético de Monzón
8. Cariñena
9. C.D.J. Tamarite
10. Valdefierro
11. Fraga
12. San Juan

1. Brea
2. Cuarte
3. Utebo
4. Barbastro
5. SD Borja
6. Calamocha
7. Sariñena
8. Épila
9. Robres
10. Almudévar
11. Villanueva
12. AD Sabiñánigo

#### Seconda fase
1. Teruel
2. Brea
3. Huesca B
4. Cuarte
5. Belchite 97
6. Utebo

#### Play-out
1. Épila
2. Robres
3. Atlético de Monzón
4. Cariñena
5. Sariñena
6. Almudévar
7. Fraga
8. C.D.J. Tamarite
9. Valdefierro
10. Villanueva
11. AD Sabiñánigo
12. San Juan

### Gruppo XVIII - Castiglia-La Mancia

#### Prima fase
1. Atlético Albacete
2. Calvo Sotelo
3. Quintanar
4. Manchego Ciudad Real
5. La Roda
6. C.D. Huracán de Balazote
7. C. Atlético Ibañés
8. Almansa
9. Manzanares CF
10. C.F. La Solana
11. Almagro

1. Marchamalo
2. Toledo
3. C.D. Torrijos
4. Guadalajara
5. C.D. Villacañas
6. C.D. Tarancón
7. Azuqueca
8. Illescas
9. Conquense
10. Madridejos
11. Pedroñeras

#### Seconda fase
1. Marchamalo
2. Calvo Sotelo
3. Toledo
4. Atlético Albacete
5. Quintanar
6. C.D. Torrijos

#### Play-out
1. Azuqueca
2. Illescas
3. Almansa
4. Conquense
5. C.F. La Solana
6. Pedroñeras
7. C. Atlético Ibañés
8. Almagro
9. Madridejos
10. Manzanares CF

## Promozioni
| Gruppo | 1º                   | 2º                  | Play-off              |
| ------ | -------------------- | ------------------- | --------------------- |
| 1      | Arenteiro            | Bergantiños         | Arosa                 |
| 2      | Ceares               | Llanera             | Real Avilés           |
| 3      | Cayón                | Rayo Cantabria      | Tropezón              |
| 4      | Gernika              | Real Sociedad C     | Sestao River          |
| 5      | CE Europa            | Terrassa            | Cerdanyola del Vallès |
| 6      | Eldense              | Alzira              | Intercity             |
| 7      | Leganés B            | Unión Adarve        | Móstoles URJC         |
| 8      | Gimnástica Segoviana | Cristo Olimpico     | Burgos B              |
| 9      | Vélez CF             | Atlético Mancha     | Antequera             |
| 10     | Xerez Deportivo      | San Roque           | Ceuta                 |
| 11     | Ibiza Islas Pitiusas | Andratx             | Formentera            |
| 12     | Mensajero            | CF Panaderìa Pulido | UD San Fernando       |
| 13     | Águilas              | Pulpileño           | Racing Cartagena MM   |
| 14     | Cacereño             | UD Montijo          | Coria                 |
| 15     | Peña Sport           | San Juan            | Ardoi                 |
| 16     | Racing Rioja         | Náxara              | UD Logroñés B         |
| 17     | Teruel               | Brea                | Huesca B              |
| 18     | Marchamalo           | Calvo Sotelo        | Toledo                |

## Play-off
Una volta terminati i gironi di andata e ritorno tra i vari gruppi, le migliori 3 di ogni sottogruppo si uniscono in un unico gruppo per poter essere promosse in Segunda División RFEF senza passare dai play-off. La prima e seconda classificata dei 18 gruppi sono quindi promosse direttamente, le altre 4 di ogni gruppo hanno una seconda possibilità con i play-off.

### Primo turno
La prima eliminatoria sarà un incontro unico sul campo di gioco della squadra migliore classificata. In caso di parità non ci sarà alcun supplementare, la vincitrice sarà la squadra del girone "C", quello iniziale con le 6 migliori classificate di ogni sottogruppo. I vincitori di questo round accederanno alla semifinale.
| Squadra 1             | Risultato | Squadra 2             |
| --------------------- | --------- | --------------------- |
| Somozas               | 1 - 0     | Choco                 |
| Alondras              | 0 - 1     | Estradense            |
| Real Avilés           | 2 - 0     | Caudal                |
| Llanes                | 1 - 1     | Tuilla                |
| Torrelavega           | 2 - 1     | Sámano                |
| Escobedo              | 1 - 1     | Vimenor               |
| Urduliz               | 0 - 0     | Deusto                |
| Pasaia                | 0 - 1     | Anaitasuna            |
| Cerdanyola del Vallès | 3 - 2     | Vilassar de Mar       |
| Granollers            | 0 - 1     | Sant Andreu           |
| Roda                  | 2 - 1     | Silla                 |
| Atlético Saguntino    | 0 - 3     | Villarreal C          |
| Alcorcón B            | 1 - 0     | Pozuelo de Alarcón    |
| Rayo Vallecano B      | 0 - 1     | AD Torrejón           |
| Júpiter Leonés        | 3 - 1     | Real Ávila            |
| Arandina              | 2 - 3     | Mirandes B            |
| Almería B             | 2 - 1     | Juventud Torremolinos |
| El Palo               | 2 - 3     | Atl. Malagueño        |
| Puente Genil          | 1 - 0     | Pozoblanco            |
| Ceuta                 | 3 - 3     | Utrera                |
| Constància            | 2 - 0     | Santanyí              |
| Sant Jordi            | 0 - 2     | Maiorca B             |
| Buzanada              | 3 - 2     | Tenerife B            |
| Atlético Paso         | 1 - 1     | Santa Úrsula          |
| Racing Murcia         | 0 - 0     | Los Garres            |
| La Unión              | 3 - 1     | Cartagena FC          |
| Diocesano             | 1 - 1     | Miajadas              |
| Jerez                 | 2 - 0     | Plasencia             |
| Atlético Cirbonero    | 2 - 3     | Huarte                |
| Valle de Egüés        | 1 - 2     | Pamplona              |
| Anguiano              | 0 - 0     | Arnedo                |
| Varea                 | 2 - 1     | Calahorra B           |
| Belchite 97           | 0 - 1     | Binéfar               |
| Utebo                 | 1 - 1     | Barbastro             |
| Quintanar             | 2 - 1     | Tarancón              |
| Deportivo Torrijos    | 3 - 0     | Guadalajara           |

### Secondo turno
La seconda eliminatoria sarà un incontro unico sul campo di gioco della squadra migliore classificata. In caso di parità non ci sarà alcun supplementare, la vincitrice sarà la squadra miglior classificata del girone "C". I vincitori di questa eliminatoria passano all'eliminatoria finale.
| Squadra 1           | Risultato | Squadra 2             |
| ------------------- | --------- | --------------------- |
| Polvorín            | 0 - 1     | Somozas               |
| Arosa               | 0 - 0     | Estradense            |
| San Martín          | 0 - 1     | Real Avilés           |
| L'Entregu           | 1 - 3     | Llanes                |
| Siete Villas        | 4 - 2     | Torrelavega           |
| Tropezón            | 2 - 1     | Escobedo              |
| Vitoria             | 1 - 2     | Urdiliz               |
| Sestao River        | 1 - 0     | Anaitasuna            |
| Girona B            | 2 - 3     | Cerdanyola del Vallès |
| Terrassa            | 0 - 1     | Sant Andreu           |
| Elche Ilicitano     | 2 - 0     | Roda                  |
| Intercity           | 0 - 0     | Villarreal C          |
| Moratalaz           | 1 - 1     | Alcorcón B            |
| Móstoles URJC       | 1 - 1     | AD Torrejón           |
| Burgos B            | 2 - 1     | Júpiter Leonés        |
| Astorga             | 0 - 1     | Mirandes B            |
| Antequera           | 0 - 0     | Almería B             |
| Torredonjimeno      | 1 - 3     | Atl. Malagueño        |
| Xerez               | 1 - 1     | Puente Genil          |
| Ciudad de Lucena    | 1 - 2     | Ceuta                 |
| Formentera          | 2 - 0     | Constància            |
| Platges Calvià      | 0 - 1     | Maiorca B             |
| UD San Fernando     | 1 - 1     | Buzanada              |
| Tenisca             | 0 - 0     | Atlético Paso         |
| FC Cartagena B      | 1 - 1     | Racing Murcia         |
| Racing Cartagena MM | 0 - 0     | La Unión              |
| Moralo              | 0 - 1     | Diocesano             |
| Coria               | 1 - 1     | Jerez                 |
| Beti Kozkor         | 1 - 1     | Huarte                |
| Ardoi               | 2 - 1     | Pamplona              |
| UD Logroñés B       | 1 - 0     | Anguiano              |
| Alfaro              | 2 - 0     | Varea                 |
| Huesca B            | 3 - 2     | Binéfar               |
| Cuarte              | 1 - 1     | Utebo                 |
| Atlético Albacete   | 0 - 1     | Quintanar             |
| Toledo              | 1 - 1     | Deportivo Torrijos    |

### Terzo turno
Nel terzo turno si affronteranno i vincitori del turno precedente. Ogni partita sarà un incontro unico e si giocherà sul campo di gioco del migliore classificato. In caso di parità non ci saranno i supplementari, la vincitrice sarà la squadra classificata più in alto. I vincitori di questo turno saranno promossi in Segunda División RFEF.
| Squadra 1             | Risultato | Squadra 2       |
| --------------------- | --------- | --------------- |
| Arosa                 | 2 - 0     | Somozas         |
| Real Avilés           | 1 - 0     | Llanes          |
| Tropezón              | 2 - 0     | Siete Villas    |
| Sestao River          | 2 - 0     | Urdiliz         |
| Cerdanyola del Vallès | 3 - 1     | Sant Andreu     |
| Intercity             | 1 - 0     | Elche Ilicitano |
| Móstoles URJC         | 2 - 1     | Moratalaz       |
| Burgos B              | 2 - 1     | Mirandés B      |
| Antequera             | 1 - 0     | Atl. Malagueño  |
| Xerez                 | 0 - 1     | Ceuta           |
| Formentera            | 0 - 0     | Maiorca B       |
| UD San Fernando       | 3 - 0     | Tenisca         |
| Racing Cartagena MM   | 1 - 1     | FC Cartagena B  |
| Coria                 | 3 - 1     | Diocesano       |
| Beti Kozkor           | 1 - 2     | Ardoi           |
| Alfaro                | 1 - 2     | UD Logroñés B   |
| Huesca B              | 2 - 1     | Cuarte          |
| Toledo                | 1 - 0     | Quintanar       |